# Neoperla simplicior
Neoperla simplicior és una espècie d'insecte plecòpter pertanyent a la família dels pèrlids.

## Descripció
- Els adults tenen la part inferior del cos i les potes de color groc i els ocels grans i junts.
- El mascle és similar a Neoperla luteola (llevat del penis).
- Les ales del mascle fan entre 10 i 11 m de llargària i les de la femella 11-12.
- L'ou és ovalat i fa 0,26 mm de llargada.[5][3]

## Hàbitat
En el seu estadi immadur és aquàtic i viu a l'aigua dolça, mentre que com a adult és terrestre i volador.

## Distribució geogràfica
Es troba a Malèsia: Sumatra (Indonèsia).